# Kolonia robotników kolejowych na Wildzie

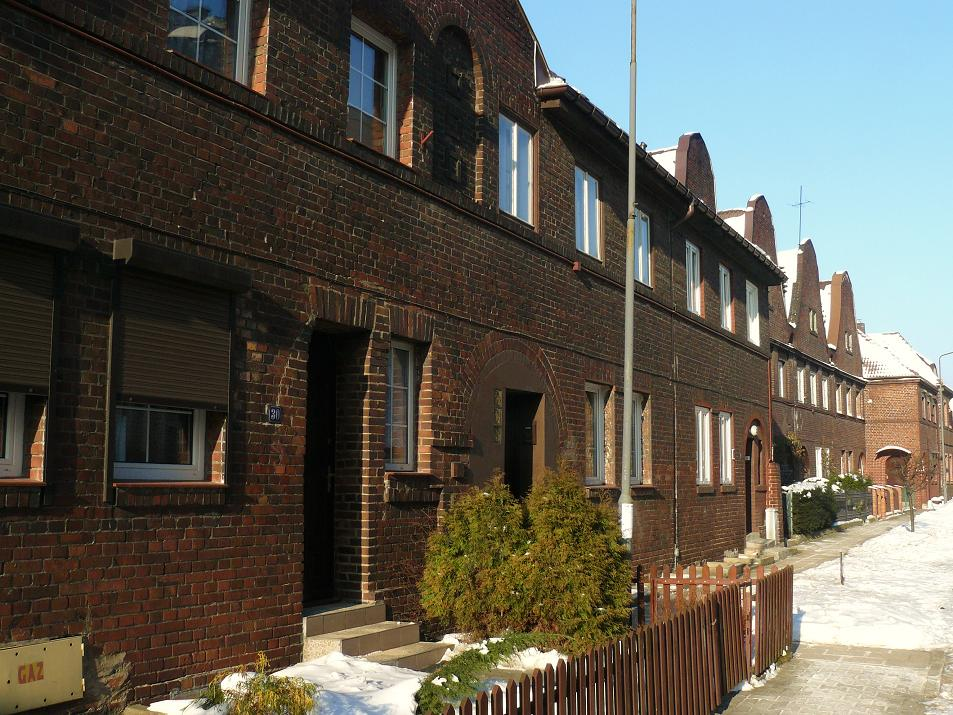
Widok od ul. Hutniczej róg Wspólnej – Osada (2010)

Kolonia robotników kolejowych na Wildzie – osiedle robotnicze z początku XX w., zlokalizowane w Poznaniu przy ul. 28 Czerwca 1956 r. róg Wspólnej i Hutniczej (Wilda).

## Geneza
Początek XX wieku oznaczał w Poznaniu gwałtowny rozwój miasta, zwiększenie podaży rąk do pracy i związany z tym głód mieszkaniowy. Zaspokojenie go było możliwe przede wszystkim w drodze obniżenia kosztów mieszkań robotniczych, co zaowocowało rozwojem spółdzielczości mieszkaniowej.

## Budowa
Pierwsza w Poznaniu spółdzielnia (kolejarska) – Spar- und Bauverein działała już od 1893. Do jej największych osiągnięć należało wybudowanie, niedokończonego ostatecznie, osiedla dla robotników kolejowych przy ówczesnej drodze mosińskiej (Kronprintzstrasse, obecnie ul. 28 Czerwca 1956). Ceny gruntów były w tym rejonie niskie z uwagi na oddalenie od centrum, co przekładało się na ostateczny koszt lokali.
Całość założenia zrealizowano w latach 1913–1916 (lub 1918, według innych źródeł). Powstało jedno z najbardziej malowniczych osiedli robotniczych na terenie Poznania. Składa się ono z długiego domu wzdłuż ul. 28 Czerwca 1956, z obszerną sienią przejazdową, na którego tyłach zlokalizowano zespół piętrowych domów z cegły, przypominających rozwiązania brytyjskie lub holenderskie. Każdy z domów zaopatrzono w mały ogródek przydomowy. Kolonia miała w założeniu sięgać aż do ul. Rolnej na wschodzie, ale wybuch I wojny światowej przerwał inwestycję, która była co prawda kontynuowana po 1918 przez prawnego spadkobiercę Spar- und Bauverein – Spółdzielnię Mieszkaniową Pracowników PKP – ale już w zupełnie innym stylu.

## Architektura
Architektura osiedla jest zróżnicowana i atrakcyjna, pomimo zastosowania skromnego detalu – do widza przemawiają głównie pseudorenesansowe szczyty, łamane dachy i zieleń przydomowa. Mieszkania były skromne: dwu- lub trzypokojowe z węzłami sanitarnymi i kuchnią. Całość wkomponowana w łuki ulicy Hutniczej.

## Współcześnie
Całość tych zabudowań kolonii, które zbudowano, dotrwały do naszych czasów we właściwie niezmienionej formie. Nadal mieszkają tu potomkowie poznańskich kolejarzy – całość osiedla jest zadbana i dobrze utrzymana. Miejscowi mieszkańcy nazywają swoje osiedle Osadą.

## Dojazd
Dojazd zapewniają tramwaje MPK Poznań linii 2, 9 i 10, jadące na pętlę Dębiec (przystanek Wspólna).

## Galeria zdjęć

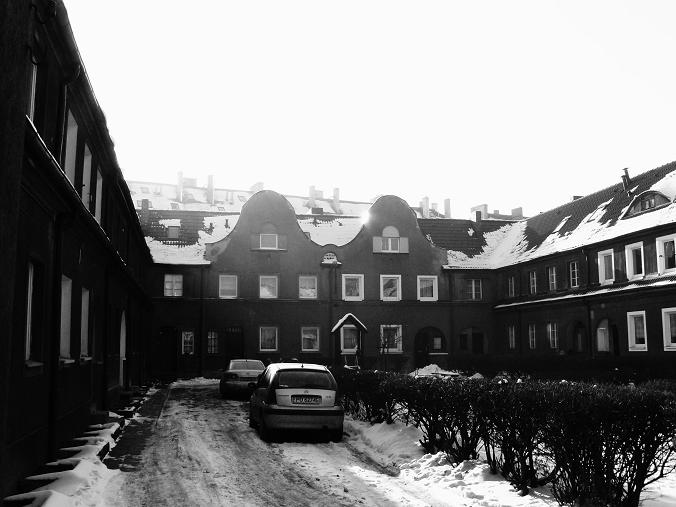
Wnętrze Osady (2010)
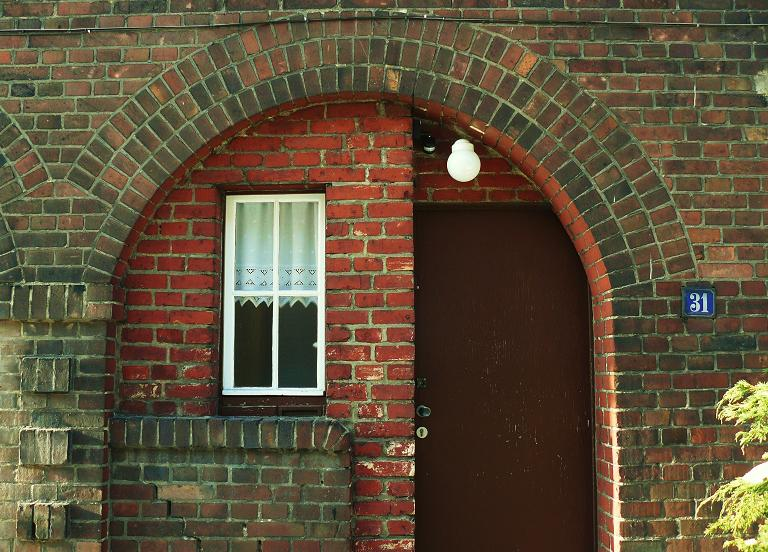
Detal jednego z domów (2010)
Kolonia robotników kolejowych na Wildzie – widok od ul. Rolnej (projekt z 1929 roku)
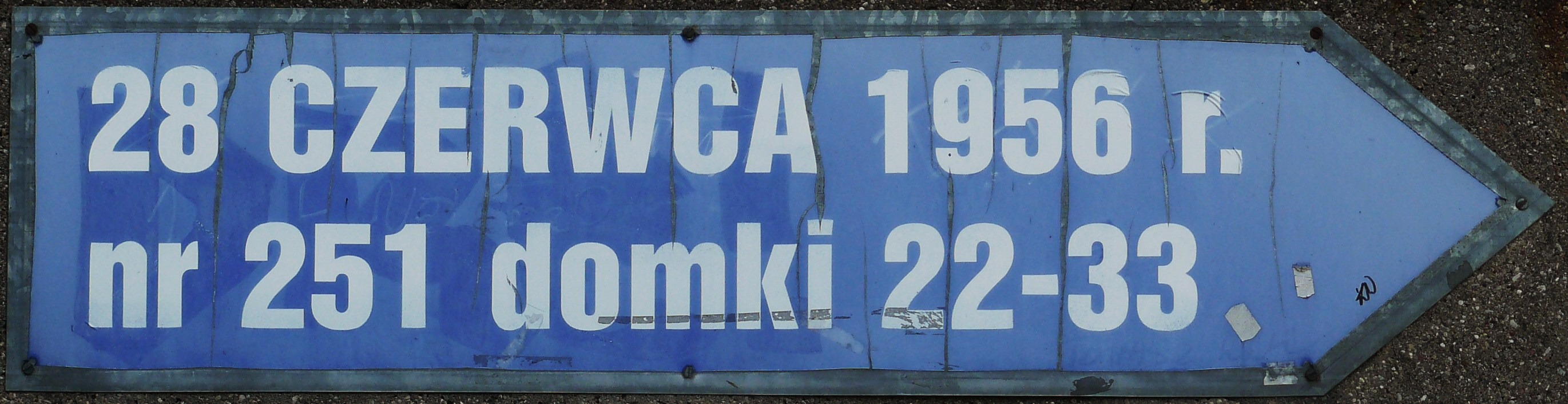
Strzałka orientacyjna (2010)